# جيماين كليمان
كليمان جيماين (بالإنجليزية: Jemaine Clement)‏ (ولد في 10 يناير 1974)، كوميدي نيوزيلندي ظهر في فيلم مان ان بلاك 3

## روابط خارجية
- جيماين كليمان على موقع IMDb (الإنجليزية)
- جيماين كليمان على موقع ألو سيني (الفرنسية)
- جيماين كليمان على موقع ميوزك برينز (الإنجليزية)
- جيماين كليمان على موقع أول موفي (الإنجليزية)
- جيماين كليمان على موقع بوكس أوفيس موجو (الإنجليزية)
- جيماين كليمان على موقع قاعدة بيانات الأفلام السويدية (السويدية)
- جيماين كليمان على موقع إن إن دي بي (الإنجليزية)
- جيماين كليمان على موقع ديسكوغز (الإنجليزية)
- جيماين كليمان على موقع قاعدة بيانات الفيلم (الإنجليزية)
- جيماين كليمان على موقع كينوبويسك (الروسية)